# Dagboek (hoorspel)
Dagboek is een hoorspel van Peter van Gestel. De NCRV zond het uit op maandag 29 november 1976, van 22:32 uur tot 23:00 uur. De regisseur was Johan Wolder.

## Rolbezetting
- Kitty van Wijk (Ella)
- Sacha Bulthuis (Myra)

## Inhoud
Dit hoorspel gaat over twee meisjes, Ella en Myra. Ella houdt een dagboek bij, waarin eigenlijk niets wezenlijks staat, maar waardoor ze toch in staat is zichzelf uit te spreken. Ze heeft met dit boek iemand, ogenschijnlijk een derde, om tegen aan te praten. Ze denkt in haar dagboek ook na over de dingen die zullen komen en trekt daarbij soms scherpe conclusies, bijvoorbeeld: “Niemand leeft alleen. Maar wat ik denk: mensen die samenleven, die vernietigen elkaar” of “Alle mensen vrijen met elkaar, behalve al die idioten die met elkaar getrouwd zijn...”